# Eduard Kettner
Kettner International GmbH (прежнее название и торговая марка Эдуард Кеттнер (Eduard Kettner)) — немецкая торгово-производственная компания, специализирующаяся на охотничьем оружии и снаряжении. Действует с 1884 года, место расположения — Кёльн. Считается ведущим европейским продавцом охотничьего оружия, одна из крупнейших мировых компаний в сфере посылочной торговли, имеет филиалы в 50 городах.

## История
Основателем фирмы «Эдуард Кеттнер» был коммерсант Франц Отто Юлиус Кеттнер (1852—1935), который назвал её в честь своего отца Эдуарда Кеттнера (1811—1888). Род Кеттнеров издавна занимался охотой и оружейным производством, известно, что в XVII веке Кеттнеры занимали должности лесничих в охотничьих угодьях близ Дюссельдорфа. В первой половине XIX века Кеттнеры поселились в Кёльне. Франц Кеттнер несколько лет стажировался в Зуле на оружейных фабриках Кристиана Штурма (Christian Sturm) и Зауэра.
Торговая фирма «Эдуард Кеттнер» зарегистрирована в Кёльне 23 января 1884 года. Фирма занималась посылочной торговлей ружьями и товарами для охотников, была первым в Германии предприятием, осуществлявшим торговлю по каталогам. Кроме того, в мастерской по специальным заказам изготавливали ружья из комплектующих других производителей.
В начале XX века компания приобрела две оружейные фабрики — в Порце под Кёльном и в Зуле — и вскоре вошла в число крупнейших производителей охотничьего оружия в Германии. Механическая фабрика в Зуле Suhler mechanische Gewehrfabrik была хорошо оборудована и позволяла выпускать комплектующие хорошего качества. В ассортименте были гладкоствольные двустволки, комбинированные ружья, тройники и четырёхстволки. Ружья «Кеттнер» считались добротными и долговечными, были рассчитаны на широкого потребителя и успешно конкурировали с другой популярной маркой — «Зауэр», хотя объём выпуска у «Кеттнера» был намного меньше. Ружья «Кеттнер» стоили дороже: в России перед Первой мировой войной простой садочный «Кеттнер» продавался за 500 рублей, а самый престижный «Зауэр» — 450 рублей (для сравнения: корова стоила 25 рублей, овца — 3 рубля).
После Первой мировой войны в условиях высокой конкуренции и затруднений со сбытом компания стала снижать объём производства, смещая акцент в сторону посылочной торговли, где конкуренция только зарождалась. В 1925 году компания была продана семье Бюринг, также имевшей бизнес по производству недорогих охотничьих ружей, но выпуск на фабриках в Зуле и Кёльне всё же был остановлен. В 1943 году здание фабрики под Кёльном было разрушено при бомбёжке, а после окончания Второй мировой войны фабрика в Зуле, находившаяся на территории, контролируемой советскими войсками, была национализирована. Хотя уже в конце 1945 года в американской зоне был построен небольшой сборочный цех, но с этой поры Кеттнер функционирует в основном как торговая компания.
В послевоенные десятилетия компания развивалась весьма успешно, перенимая технологии каталожной торговли из США. Популярность фирмы росла, её управляющий Хельмут Бюринг был даже избран президентом Союза оружейников Германии и занимал этот пост до своей смерти в 1965 году. В 70-е годы «Эдуард Кеттнер» завоевал мировую известность.

## Деятельность
Kettner International GmbH — одна из крупнейших в мире компаний, осуществляющих посылочную торговлю. Фирма имеет филиалы в 50 городах, предлагает более 100 тысяч наименований товаров охотничьего и спортивного ассортимента. Компания обладает сборочной мастерской, в которой полукустарным способом собирает охотничьи ружья из комплектующих немецких и зарубежных производителей и продаёт их под маркой «Эдуард Кеттнер», ассортимент включает более десяти марок ружей, пользующихся спросом.

## Франц Кеттнер
История оружейного бизнеса Кеттнеров довольна запутанна, во многом благодаря традиционным семейным именам. Старший брат Эдуарда и дядя Франца Отто Юлиуса, которого звали Франц Кеттнер (1808—1873) в 1835 году основал в Кёльне предприятие по производству охотничьих ружей «Франц Кеттнер» (Franz Kettner). Эту мастерскую унаследовал его сын Франц (1840—1913), а впоследствии — внук Франц (1875—1963). В 1920 году, стараясь избежать внутрисемейной конкуренции с фирмой «Эдуард Кеттнер», компания «Франц Кеттнер» перебралась в Зуль и выкупила производство Кристиана Штурма. Деятельность этой компании тесно связана с именем последнего в оружейной династии Кеттнеров — Эдуарда Франца Кеттнера (1908—2006), который возглавил фирму перед Второй мировой войной. Компания Fhanz Kettner Suhl в содружестве с другими оружейными предприятиями участвовала в производстве оружия под маркой BUHAG.